# Bombardeo de Tan Son Nhat
El bombardeo de la base aérea de Tan Son Nhat tuvo lugar el 28 de abril de 1975, tan solo dos días antes de la caída de Saigón en manos de Vietnam del Norte. El ataque fue ejecutado por el Escuadrón Quyet Thang de la Fuerza Aérea Popular de Vietnam (FAPV), utilizando aeronaves A-37 capturadas a la Fuerza Aérea de Vietnam (FAVS) al mando de pilotos norvietnamitas y desertores de la FAVS, liderados por Nguyen Thanh Trung, quien solo veinte días atrás había bombardeado el Palacio Presidencial en Saigón.
Al momento de la firma de los Acuerdos de paz de París, en enero de 1973, Vietnam del Sur tenía la cuarta fuerza aérea más numerosa del mundo. Sin embargo, pese a su tamaño, el recorte en la ayuda económica y material estadounidense se trasladó a sus operaciones. Además, la FAVS se veía imposibilitada de realizar misiones de reconocimiento y apoyo a tierra a debido a la amenaza representada por la artillería antiaérea norvietnamita. Cuando los comunistas reanudaron la ofensiva en 1975, muchos de los aviones de la FAVS fueron destruidos o capturados cuando el Altiplano central fue invadido por las tropas del Ejército Popular de Vietnam.
Para abril de 1975, la moral era tan baja que algunos miembros del personal desertaron al norte. En un incidente bien conocido, el piloto survietnamita Nguyen Thanh Trung dejó caer las bombas de su F-5E en el Palacio Presidencial. Poco después, Trung se unió al bando comunista, y recibió órdenes de entrenar a un grupo de pilotos norvietnamitas en el uso del avión de ataque ligero estadounidense A-37. En la tarde del 28 de abril, Trung lideró una formación de cinco aparatos que bombardearon la base aérea de Tan Son Nhat, generando un breve retraso en el proceso de evacuación estadounidense y survietnamita.

## Trasfondo

### Situación estratégica
Si bien los Acuerdos de paz de París de 1973 tenían como propósito acabar con la guerra en Vietnam, los combates entre Vietnam del Sur, Vietnam del Norte y el Vietcong no cesaron. Pese a las promesas del presidente estadounidense Richard Nixon de enviar apoyo, la ayuda militar a Vietnam del Sur se vio enormemente reducida. Para fines de 1972 la FAVS era la cuarta fuerza aérea más grande del mundo, con 2075 aviones y 61 000 miembros. Sin embargo, su capacidad operativa se vio comprometida debido al recorte en el apoyo militar: las horas de vuelo debieron reducirse en un 51% y los cazas despegaban con dos bombas en vez de cuatro.
Mientras tanto, Vietnam del Norte continuaba consolidando sus unidades de combate en el Sur. Ya sin la amenaza del poder aéreo estadounidense, Hanói comenzó a trasladar cada vez más unidades antiaéreas a Vietnam del Sur y desplegó una sofisticada red de defensa aérea que incluía al sistema de misiles tierra-aire de largo alcance S-75 Dvina, cañones antiaéreos guiados por radar y al sistema de defensa aérea portátil 9K32 Strela-2. La fuerte presencia de unidades antiaéreas norvietnamitas a lo largo de las provincias más al norte de Vietnam del Sur obligó a los cazas y aviones de reconocimiento de la FAVS a volar a mayor altitud, para no ser alcanzados por los misiles tierra-aire. En consecuencia, cuando Vietnam del Norte emprendió su ofensiva final en 1975, la FAVS se hallaba seriamente incapacitada.

### Campaña Ho Chi Minh
La campaña Ho Chi Minh comenzó el 9 de marzo de 1975 y para mediados de ese mes, el Ejército de la República de Vietnam se había retirado del Altiplano Central. La 6.ª División de la FAVS sólo dispuso de 48 horas para evacuar a sus aviones y personal de la Base Aérea de Pleiku, dejando 64 aeronaves intactas, incluyendo 36 almacenadas en condiciones de vuelo, y no se hizo ningún intento por ponerlos en marcha. El 27 de marzo, con las fuerzas del I Cuerpo al borde de una inminente derrota, el Brigadier General Nguyen Duc Khanh, 1.ª División de la FAVS, recibió la orden de evacuar de Huế y Da Nang toda aeronave en condiciones de vuelo.
El 28 de marzo, EVN se encontraba en las puertas de Da Nang, y la base aérea homónima recibió fuertes ataques con artillería. Bajo condiciones adversas, la FAVS consiguió llevarse unos 130 aviones de la ciudad, pero debieron abandonar otros 180, incluyendo 33 A-37, debido al caos, confusión, falta de disciplina y al colapso de la seguridad del aeródromo. El 29 de marzo, el EVN capturó Da Nang, seguida por Quy Nhon el 1 de abril, y Tuy Hòa y Nha Trang el 2 de abril. En la Base Aérea de Phan Rang, la 2.ª División de la FAVS resistió el cerco comunista por dos días luego de que el Ejército se hubiera rendido. Si bien la defensa contó con elementos de la División Aerotransportada del ERVN, estos fueron pronto rebasados y Phan Rang cayó el 16 de abril.

### Ataque al Palacio Presidencial

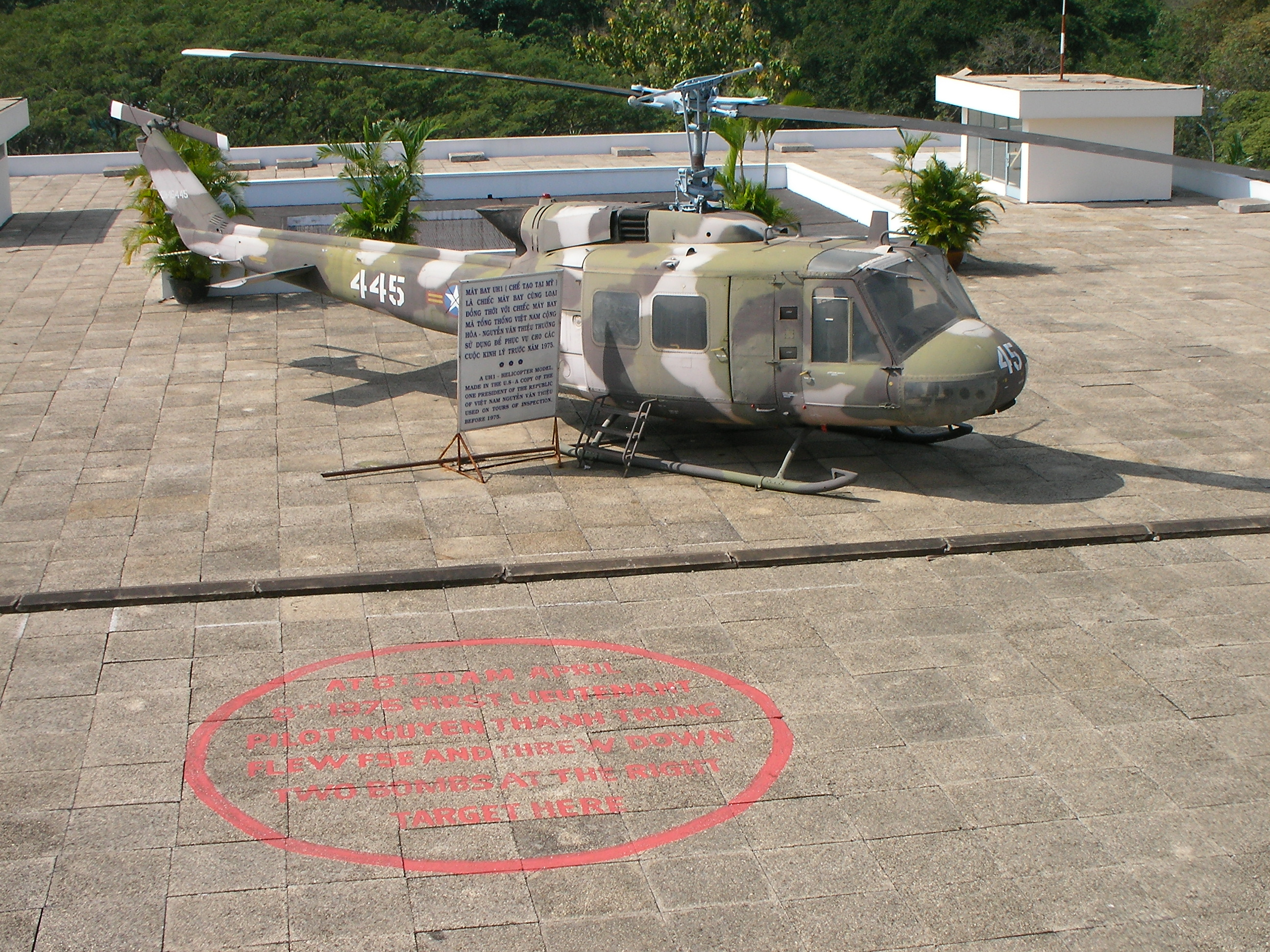
El círculo rojo indica el punto de impacto de las bombas de Trung.

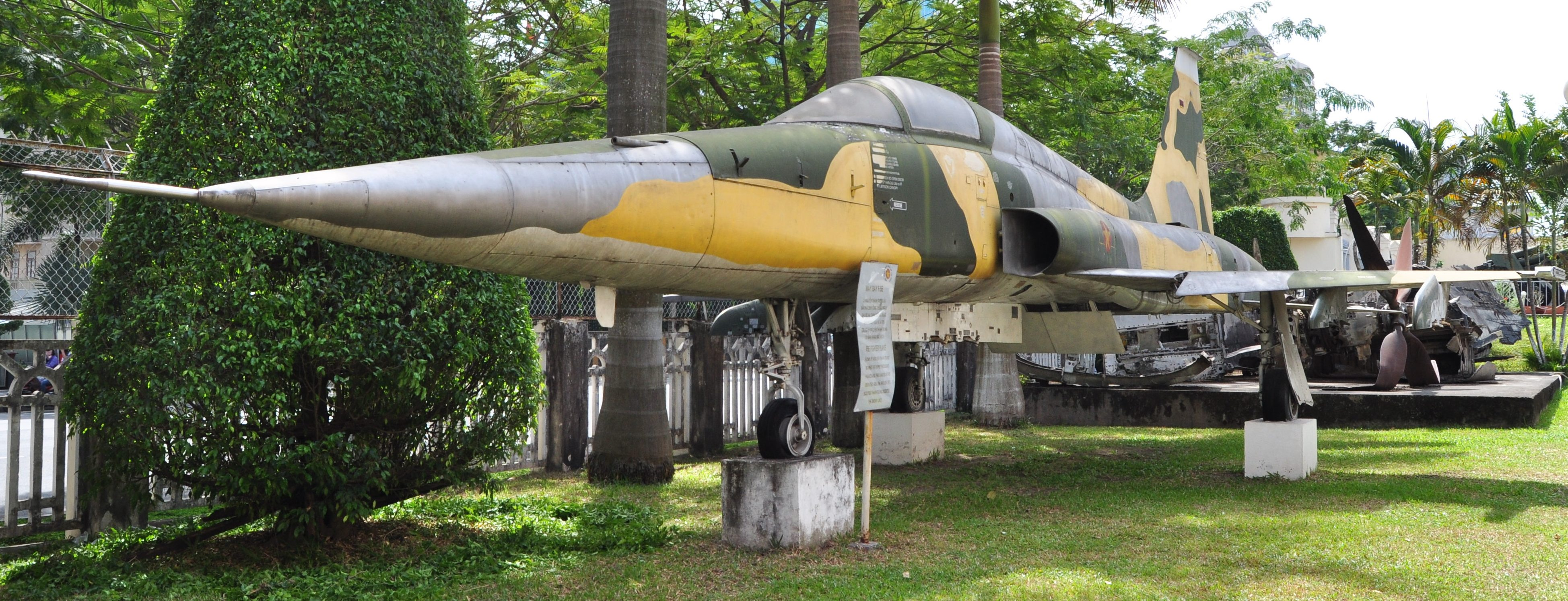
El F-5E piloteado Nguyen Thanh Trung.

El 8 de abril, una formación de tres cazabombarderos Northrop F-5E Tiger despegó de la Base Aérea de Bien Hoa, cada uno armado con cuatro bombas de 250 lb, en dirección hacia las posiciones del EVN en la provincia de Bình Thuận. Antes de que despegase el segundo aparato, el teniente primero Nguyen Thanh Trung, al mando del tercer F-5, informó que su avión tenía problemas en el postquemador. Una vez que el segundo avión se encontraba en el aire, Trung también despegó, pero en vez de unirse a la formación, viró hacia Saigón. Hacia las 08:30, Trung se lanzó en picada sobre el Palacio Presidencial y soltó dos de sus bombas: la primera cayó dentro del perímetro y causó algunos daños, pero la segunda no detonó. Trung ascendió hasta llegar a los 1000 m antes de efectuar una segunda pasada, esta vez ambas bombas explotaron, causando daños estructurales menores pero sin dejar víctimas. Tras el ataque, Trung abandonó Saigón y aterrizó en los depósitos de petróleo del distrito de Nhà Bè, en la periferia de la ciudad, en donde retiró la munición de los cañones de 20 mm.
Poco después, Trung volvió a despegar y enfiló hacia la provincia de Phước Long, que ya se encontraba en manos del Gobierno Revolucionario Provisional luego de que el EVN la hubiese ocupado a comienzos de ese año, y fue cálidamente bienvenido por los comunistas. Vietnam del Norte sostuvo que Trung había sido un agente encubierto del Vietcong desde 1969, y se había infiltrado en la FAVS cuando sirvió en el 540.º Escuadrón de Caza de la 3.ª División de la Fuerza Aérea. Trung revelaría luego que era oriundo de la provincia de Bến Tre, en la región del Mekong, donde su padre había sido secretario de distrito del Partido Revolucionario del Pueblo antes de ser asesinado por la policía survietnamita en 1963. Deseoso de venganza, Trung se unió secretamente al Vietcong en 1969, luego de ser aceptado en la FAVS.

## Desarrollo

### Preparación

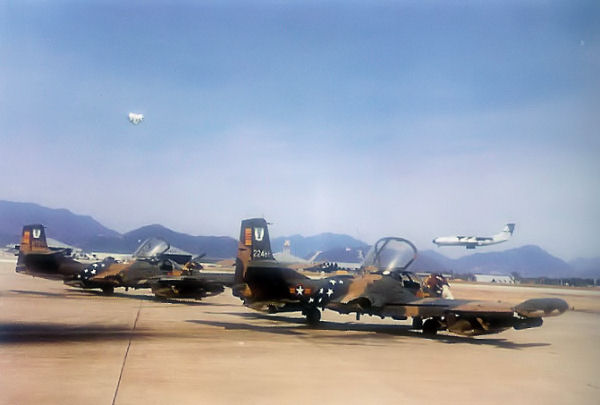
Para la misión se optó por utilizar ejemplares capturados del cazabombardero A-37.

Ya antes del ataque al Palacio Presidencial, el general norvietnamita Văn Tiến Dũng y su estado mayor habían discutido la posibilidad de desplegar a la FAPV, con el fin de atacar blancos de gran importancia survietnamitas. Se consideró emplear el caza soviético MiG-17, ya que los pilotos de la FAPV contaban con una considerable experiencia con el mismo. Sin embargo, trasladar los MiG desde sus bases en Vietnam del Norte representaba un problema: las defensas survietnamitas estaban colapsando más rápido de lo previsto, por lo que tenían muy poco tiempo para desplegarlos en Vietnam del Sur. Dado que el EVN había capturado una gran cantidad de aeronaves de fabricación estadounidense en las bases aéreas de Pleiku y Da Nang, se decidió la utilización de aparatos capturados.
La decisión de usar aviones capturados resultaba problemática para los pilotos norvietnamitas, quienes carecían de experiencia de vuelo en aeronaves estadounidenses. Además, tampoco eran diestros en el inglés; la mayoría había recibido entrenamiento con equipamiento de origen soviético y en ruso. Al enterarse de las acciones de Trung el 8 de abril, el general Dung resolvió que Trung proveería entrenamiento de conversión, de manera que un grupo de pilotos de la FAPV pudiera volar el A-37 Dragonfly, el tipo seleccionado para llevar a cabo la misión. Trung fue enviado a la Base Aérea de Da Nang, en donde se encontró con los tenientes Tran Van On y Tran Van Xanh, ambos expilotos de la FAVS que habían sido capturados cuando Da Nang cayó ante los comunistas el 29 de marzo. Se encargó a los tres la traducción tanto de los manuales como de las instrucciones de a bordo de los A-37 del inglés al vietnamita.
El 19 de abril, se ordenó al Comando de la FAPV prepararse para una operación a ser ejecutada en Vietnam del Sur, por lo que un grupo del 4.º Escuadrón del 923.º Regimiento de Cazas fue seleccionado para recibir entrenamiento de conversión en Da Nang y formar un nuevo escuadrón. El grupo estaba comandado por el Capitán Nguyen Van Luc, junto con Tu De, Tran Cao Thang, Han Van Quang y Hoang Mai Vuong. A su vez, junto con los antiguos pilotos republicanos Trung y On formaron el Escuadrón Quyet Thang (decididos a vencer en vietnamita). El 22 de abril, la nueva formación llegó a la Base Aérea de Da Nang, en donde comenzaron a familiarizarse con dos A-37 que habían sido restaurados con apoyo de Trung, On, Xanh y algunos técnicos survietnamitas capturados. Al cabo de tan solo cinco días, los pilotos de la FAPV ya eran capaces de volar por sí mismos los A-37 sin apoyo de los survietnamitas.
Mientras los pilotos comunistas completaban las últimas etapas de su entrenamiento, el Comando de la FAPV seleccionó como blanco la Base Aérea de Tan Son Nhat, en Saigón. Por la tarde del 27 de abril, los pilotos fueron trasladados a la Base de Aérea de Phù Cát, en la provincia de Bình Định, en donde el Mayor General Le Van Tri, comandante de la FAPV, les informó acerca de la operación. Tri también dio a los pilotos la instrucción de no dejar caer sus bombas en áreas civiles. Del grupo original, se eligió a Luc, De, Quang, Vuong, Trung y On para llevar a cabo el ataque. Por su parte, a On y a Xanh se les encomendó realizar vuelos de prueba en los A-37 capturados, que pasarían a ser la columna vertebral del Escuadrón Quyet Thang. En la mañana del 28 de abril, la formación fue oficialmente activada, con Luc como su comandante, cuando fue trasladada a la Base Aérea de Phan Rang.

### El ataque
En la base aérea de Phan Rang, Luc presentó el plan de ataque: Trung lideraría la formación, ya que estaba familiarizado con el espacio aéreo de Saigón, De pilotearía el segundo avión, seguido por Luc en el tercero Vuong y On juntos en el cuarto y Quang estaría al mando del quinto y último aparato. Alrededor de las 16:05, los cinco A-37, cada uno armado con cuatro bombas Mark 81, despegaron de Phan Rang, manteniendo una distancia de entre 600 y 800 m. La formación mantuvo una altitud de 1000 m. Su primera referencia de navegación fue Vũng Tàu, desde donde se dirigieron hacia Tan Son Nhat. Cuando sobrevolaron la Base Aérea de Bien Hoa, pudieron observar a dos A-1 Skyraider survietnamitas bombardeando el área, pero debieron ignorarlos dado que no tenían permitido atacarlos..
Pasadas las 17:00, la formación logró aproximarse a la base aérea de Tan Son Nhat sin inconvenientes, dado que aún llevaban pintados los códigos numerales survietnamitas. Desde unos 2000 m Trung se lanzó en picado sobre el blanco, pero no logró soltar sus bombas, por lo que debió ascender de nuevo. El siguiente fue De, que sí pudo dejar caer sus bombas. Luc también experimentó problemas con el sistema de lanzamiento y solo tuvo éxito con dos de las suyas. Una vez que los dos últimos aparatos efectuaron sus ataques, ametrallaron a las aeronaves en tierra. Trung y Luc realizaron otra pasada, pero tampoco pudieron dejar caer las bombas.
Para este punto, los survietnamitas ya estaban respondiendo con artillería antiaérea, por lo que Luc ordenó la retirada mientras Trung intentó una vez más bombardear la pista usando el modo de emergencia. Varios F-5 de la FAVS despegaron en busca de los atacantes, pero estos escaparon ilesos. En el vuelo de regreso Quang lideró la formación, seguido por Luc, De y Vuong y On. Trung, luego de realizar esa tercera pasada, seguía desde atrás resto del grupo. Mientras volaban sobre Phan Thiết, debieron volar a menor altitud para evitar ser atacados por la defensa antiaérea norvietnamita. Cuando estuvieron a 40 km de Phan Rang, De solicitó permiso para aterrizar primero porque sólo le quedaban 600 litros de combustible. Luc fue el siguiente en tocar tierra, luego Vuong y On, y Quang. Trung, que había liderado el ataque, fue el último en regresar a la base. Para las 18:00, todos los pilotos del Escuadrón Quyet Thang habían aterrizado en Phan Rang, habiendo ejecutado el primer y único ataque aéreo efectuado por Vietnam del Norte sobre Saigón en toda la guerra.

## Consecuencias
El ataque causó el cierre temporal del aeropuerto, pero pronto fue reabierto. El alcance del bombardeo sigue siendo un misterio. Los norvietnamitas afirmaron que 24 aviones fueron destruidos y unos 200 survietnamitas murieron, en tanto que las fuentes estadounidenses afirman que solo tres AC-119 y unos cuantos C-47 fueron destruidos, sin mencionar bajas de ningún tipo.
Al caer la noche, Tan Son Nhat recibió impactos de cohetes y artillería norvietnamita. Al amanecer del 29 de abril comenzó el éxodo de la Fuerza Aérea de Vietnam: los A-37, F-5, C-7, C-119 y C-130 partieron hacia Tailandia, mientras que los helicópteros UH-1 se dirigieron al mar en busca de la flota de Task Force 76. Algunos aparatos de la FAVS optaron por quedarse e intentar repeler al EVN. Un cañonero AC-119 pasó toda la madrugada del 29 de abril arrojando bengalas para señalar blancos del EVN –dado que no había un controlador aéreo avanzado– y disparando sobre ellos. Al amanecer del 29 de abril, dos A-1 Skyraider despegaron y comenzaron a patrullar el perímetro de Tan Son Nhat a unos 750 m, hasta que uno de ellos fue derribado, aparentemente con un misil antiaéreo 9K32 Strela-2. A las 07:00, el AC-119 que estaba atacando formaciones norvietnamitas al este de la base también fue derribado por un Strela, y se desplomó en llamas. Debido al rápido deterioro de la situación en Tan Son Nhat, la evacuación por aviones de ala fija fue cancelada y se puso en marcha la Operación Frequent Wind.